# Trachemys decorata
La tartaruga scivolatrice di Hispaniola (Trachemys decorata (Barbour & Carr, 1940)), chiamata jicotea nei Caraibi, è una testuggine appartenente alla famiglia degli emididi.

## Tassonomia

### Distribuzione
Haiti, Repubblica Dominicana

## Dimorfismo sessuale
Il riconoscimento del sesso avviene attraverso l'individuazione dei caratteri sessuali secondari.
la coda del maschio è lunga, robusta e grossa alla base, unghie  molto sviluppate e carapace appiattito. La femmina ha coda e unghie corte e carapace abbombato.

## Biologia

### Habitat
I loro habitat preferiti sono i laghi, gli stagni e i fiumi dal corso d'acqua lento e fangoso con abbondanza di piante acquatiche. 
D'estate al prosciugarsi delle pozze d'acqua scavano delle buche nel fango o si riparano nei boschi o nell'erba alta.

### Alimentazione
Come molte tartarughe del genere Trachemys, la T. decorata è onnivora e da adulta si ciba di piante acquatiche, di piccoli invertebrati e vertebrati.
I giovani esemplari sono prevalentemente carnivori.

### Riproduzione
I maschi durante il  corteggiamento adottano la tipica ritualità delle Trachemys nordamericane e delle Indie occidentali, vibrando le zampe anteriori  innanzi il muso della femmina. 
Le deposizioni delle uova avvengono tra aprile e luglio con schiuse tra  luglio e settembre. Alla nascita il carapace dei giovani esemplari è lungo intorno ai 3 cm ed è, rispetto agli adulti, più arcuato e con colorazione più brillante.